# Казорате Примо
Казорате Примо (итал. Casorate Primo) је насеље у Италији у округу Павија, региону Ломбардија.
Према процени из 2011. у насељу је живело 8424 становника. Насеље се налази на надморској висини од 99 м.

## Становништво
| 1936. | 1951. | 1961. | 1971. | 1981. | 1991. | 2001. | 2011. |
| ----- | ----- | ----- | ----- | ----- | ----- | ----- | ----- |
| 3.472 | 3.568 | 4.022 | 4.827 | 5.496 | 5.961 | 7.028 | 8.480 |